# Metazygia vaurieorum
Metazygia vaurieorum là một loài nhện trong họ Araneidae.
Loài này thuộc chi Metazygia. Metazygia vaurieorum được Herbert Walter Levi miêu tả năm 1995.